# Auguste Marseille Barthélemy
Pour les articles homonymes, voir Barthélemy.
Marseille Auguste Barthélemy, né à Marseille le 11 mai 1794 et mort à Marseille le 23 août 1867 (au 56 rue St Jacques), est un poète satirique français. Son nom est inséparable de celui de son ami et compatriote, Joseph Méry (1798-1866), avec lequel il mena une collaboration si étroite qu'on ne peut pas distinguer leurs personnalités respectives dans leur travail commun.

## Biographie
Après avoir acquis une certaine réputation locale comme poète, Barthélemy gagna Paris où, avec une de ses premières publications, Le Sacre de Charles X (1825), il s'acquit les faveurs de la cour. Toutefois, il mit bientôt ses talents au service du parti d’opposition. En 1825 parut une satire politique pleine de verve, Les Sidiennes, suivie par La Villiade, ou la Prise du château de Rivoli (1827), La Corbiride (1827), La Peyronnide, produits de la collaboration de Barthélemy et Méry. Le succès fut immédiat. Quinze éditions de La Villiade s’arrachèrent dans l’année. Les auteurs produisirent alors coup sur coup une série de satires dont les plus remarquables sont la Biographie des quarante de l’Académie française (1826) et Napoléon en Égypte (1828), réédité plus de dix fois en un an.
En 1829, Barthélemy fut emprisonné et condamné à une amende de 1 000 francs pour la publication de leur Fils de l'homme, un poème sur le Duc de Reichstadt, fils de Napoléon. Libéré lors de la révolution de Juillet en 1830, il célébra en compagnie de Méry le triomphe du peuple dans l’une de leurs pièces les plus brillantes, L’Insurrection. De mars 1831 à avril 1832, ils publièrent une série de satires en vers dans l'hebdomadaire La Némésis, où ils attaquaient le gouvernement et les ministres de Louis-Philippe. On suspendit la petite pension dont Barthélemy était le bénéficiaire. Lorsque la publication cessa, on soupçonna fortement que Barthélemy avait été payé pour son silence. En 1832, il publia un poème anonyme soutenant certains actes du gouvernement dirigés contre la faction libérale du parti orléaniste. Ce changement d'allégeance mit fin à son influence et ses écrits ultérieurs passèrent inaperçus. On retiendra cependant « La Vieille Orthographe », parue en novembre 1838 dans le Journal de la langue française et des langues en général, qui avait d'abord été lue en 1836 devant M. de Jouy. 
Pendant quelques années, il bénéficia d’une pension convenable du gouvernement et s’abstint d’écrire des satires. Il reprit son ancienne manière en 1844, mais sans renouer avec le succès, ne produisant que quelques poèmes occasionnels.

## Textes en ligne
Auguste Barthélemy
- Némésis (1835 ; 1838 ; 1870) Gallica
- Syphilis  Poème en 2 chants (1840, 1848)
- L'Enéide traduite en vers français, Paris, Perrotin et Fournier, 1835-1837, 4 tomes en 2 volumes, 376-392 pages ; 343-396 pages

Auguste Barthélemy et Joseph Méry
- Le Congrès des ministres, ou la Revue de la garde nationale (1827) Gallica
- Napoléon en Égypte ; Waterloo ; et Le fils de l'homme (1835) Gallica

## Source
- (en) « Auguste Marseille Barthélemy », dans Encyclopædia Britannica [détail de l’édition], 1911 (lire sur Wikisource).

- Ressource relative à la musique :   - Répertoire international des sources musicales
- Ressource relative à la vie publique :   - base Léonore
- Ressource relative à la recherche :   - Isidore
- Notices dans des dictionnaires ou encyclopédies généralistes :   - Deutsche Biographie
  - Enciclopedia De Agostini
- Notices d'autorité :   - VIAF
  - ISNI
  - BnF (données)
  - IdRef
  - LCCN
  - GND
  - Espagne
  - Belgique
  - Pays-Bas
  - Pologne
  - Israël
  - NUKAT
  - Catalogne
  - Vatican
  - Norvège
  - Tchéquie
  - Portugal
  - Brésil
  - WorldCat